# Tami Stronach
Tami Stronach, född Tamara Stronach 31 juli 1972 i Teheran i Iran, är en amerikansk dansare och skådespelare. Hon var elva år då hon debuterade i Wolfgang Petersens film Den oändliga historien.

## Biografi
Stronach är dotter till professorn i arkeologi David Stronach (1931–2020) och arkeologen Ruth, född Vaadia (1937–2017). Fadern var skotte och modern Israel. Fadern var dessutom en framstående expert på persiska antikviteter. Familjen tvingades fly från Iran under revolutionen och reste först till Israel. De hamnade 1981 i USA. Hon har en syster, Keren (född 1967).
Hon studerade skådespeleri i Kalifornien då hon 1983 fick rollen som barnakejsarinnan i Den oändliga historien. Hon har dansat i hela sitt liv och valde en karriär som dansare framför en som skådespelare.
Sedan 30 april 2010 har hon varit gift med Greg Steinbruner. I januari 2011 fick de dottern Maya.
Hon är israelisk medborgare och talar flera språk flytande, däribland hebreiska.

## Filmografi
- 1984 - Den oändliga historien
- 2008 - Fredy a Zlatovláska (TV-film)
- 2016 - Poslední z Aporveru